# Johann Friedrich Pereth
Johann Friedrich Pereth (auch Beretti, Peretti; getauft 16. November 1643 in Salzburg; † 3. Februar 1722 ebenda) war ein Salzburger (bzw. österreichischer) Barockmaler.

## Leben
Johann Friedrich Pereth wurde als Sohn des aus Augsburg stammenden Malers Johann Franz Pereth und seiner Frau Christina Müller geboren und am 16. November 1643 im Salzburger Dom getauft. Der Name seines Großvaters, der Peretti geschrieben wurde, deutet auf eine Herkunft der Familie aus Italien hin. Über die Ausbildung Johann Friedrich Pereths ist nichts bekannt, vermutlich lernte er bei seinem Vater. 1665 half er seinem Vater bei der Arbeit an den Triumphbögen für Kaiser Leopold I. anlässlich dessen Durchreise nach Tirol. Nach dem Tod des Vaters im Mai 1678 übernahm er dessen Werkstatt.
Da Johann Friedrich Pereth wie sein Vater nicht der Malerzunft angehörte, war er hauptsächlich für Pfarren im Land Salzburg tätig, für die er zahlreiche Altarbilder schuf. Nach Konflikten mit den zunftgebundenen Malern wurde ihm 1709 vom Fürsterzbischof Hofschutz gewährt. Obwohl er viel beschäftigt war und geschätzt wurde, brachte er es zu keinem Vermögen und erhielt im Alter Gnadengeld von Stadt und Land Salzburg. Er starb unverheiratet und kinderlos 1722 in Salzburg.
Pereth malte hauptsächlich Bilder für kirchliche Auftraggeber mit religiösen Bildaussagen im Sinne der herrschenden Gegenreformation. Sein Werk zeigt Einflüsse von Joachim von Sandrart und Johann Michael Rottmayr sowie die Auseinandersetzung mit der venezianischen Malerei des 16. Jahrhunderts, insbesondere mit Paolo Veronese. Er erreicht aber keinen Gesamteffekt wie in der barocken Bildkomposition, sondern es bleibt beim Aneinanderfügen von Einzelfiguren.

## Werke (chronologisch gereiht)
- Anna Selbdritt, Seitenaltarblatt der Pfarrkirche Waging am See (Rupertiwinkel, heute Oberbayern), 1676
- Flucht nach Ägypten, Bild der Predella das Hochaltars von St. Leonhard am Wonneberg (Rupertiwinkel, heute Oberbayern), 1680/81
- Krönung Mariens durch die Hl. Dreifaltigkeit, Altarblatt des Frauenchores in der Stiftskirche Nonnberg 1683
- Himmelfahrt Mariens,' Hochaltarbild Filialkirche Irrsdorf bei Straßwalchen, 1683/84
- Hl. Dreifaltigkeit, Aufsatzbild der Filialkirche Irrsdorf bei Straßwalchen, 1683/84
- Vision der heiligen Theresia mit der Skapulierspende Mariens an Simon Stock, linkes Seitenaltarbild der Pfarrkirche Abtenau, 1684
- Maria Immaculata mit Symbolen aus der Lauretanischen Litanei, Altarbild der Filialkirche Mühlrain bei Abtenau, 1686
- Maria mit den hll. Erasmus und Barbara, Rupert und Virgil (mit der Fronburg im Hintergrund), Blatt des linkes Seitenaltars der Pfarrkirche Morzg, (um) 1686
- Hll. Johannes der Täufer und Rochus, Aufsatzbild des linkes Seitenaltars der Pfarrkirche Morzg, mit den Ansichten von Morzg und der Emsburg (um) 1686
- Hl. Familie mit den hll. Antonius von Padua und Franz de Paula, Blatt des rechten Seitenaltares der Pfarrkirche Morzg, (um) 1686
- Hll. Sebastian und Florian, Aufsatzbild des rechten Seitenaltares der Pfarrkirche Morzg, (um) 1686
- Hl. Familie, Blatt des rechten Seitenaltares der Pfarrkirche Abtenau, 1687
- Marter des hl. Bartholomäus, Hochaltarbild der Pfarrkirche Mauterndorf, 1687
- Hl. Dreifaltigkeit mit Heiligen, Aufsatzbild des Hochaltars der Pfarrkirche St. Margarethen im Lungau, 1687
- Rosenkranzspende Mariens an die Armen Seelen im Fegefeuer, Blatt des Seitenaltares der Pfarrkirche St. Martin bei Lofer, 1688
- Christus, die Seitenwunde zeigend, Aufsatzbild des linken Seitenaltares der Pfarrkirche St. Martin bei Lofer, 1688

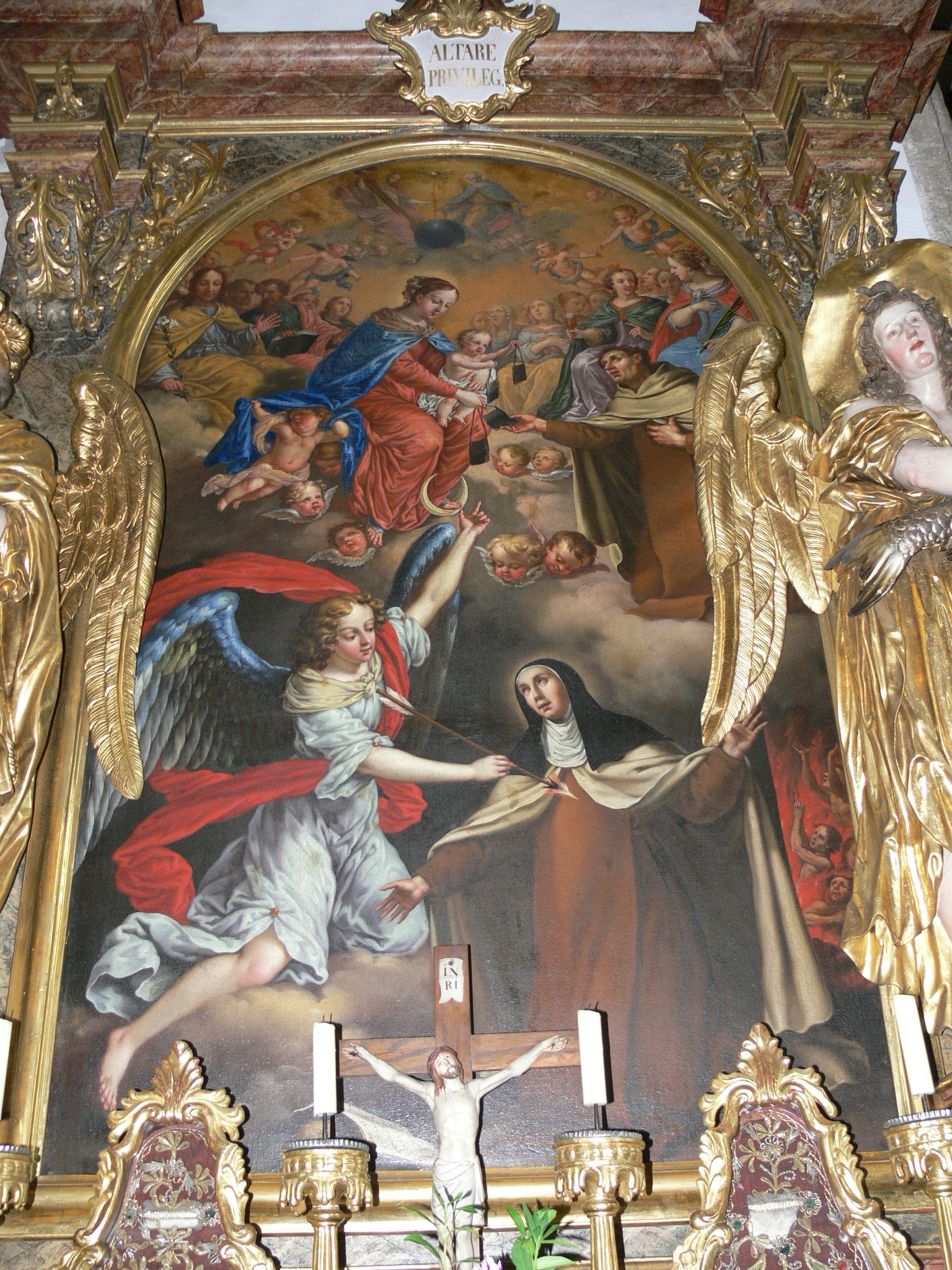
Seitenaltarbild Vision der heiligen Theresia, Pfarrkirche Abtenau (1687)

- Büßende Maria Magdalena, ehemaliges Blatt des Seitenaltares der Pfarrkirche Maxglan, nun im Benediktiner-Stift Michaelbeuern
- Tod des hl. Joseph, Blatt des linkes Seitenaltares der Filialkirche Irrsdorf, 1689
- Gottvater mit der Weltkugel, Aufsatzbild des linken Seitenaltares der Filialkirche Irrsdorf, 1689
- Wunderheilung des hl. Antonius von Padua, Blatt des rechten Seitenaltares der Filialkirche Irrsdorf, 1689
- Hl. Felix von Cantalice, Aufsatzbild des rechten Seitenaltares der Filialkirche Irrsdorf, 1689
- Sieben Zufluchten, Blatt des linken Seitenaltares der Pfarrkirche Teisendorf, 1692[1]
- Anbetung der Hll. drei Könige, ehemaliges Hochaltarbild der Pfarrkirche Bischofshofen, 1693
- Krönung Mariens durch die Hl. Dreifaltigkeit, Oberbild des ehem. Hochaltars der Pfarrkirche Bischofshofen, 1693, heute im Museum am Kastenturm
- Der reuige Petrus, heute im Salzburg Museum, 1694 (Depot, Inv.-Nr. 87/27, G 2.237)
- Maria übergibt dem Hl. Simon Stock das Skapulier, ehem. Altarbild der Pfarrkirche Bischofshofen,1702
- Szenen aus dem Leben des hl. Joseph, Deckengemälde der Josephskapelle der Franziskanerkirche, Salzburg, 1704

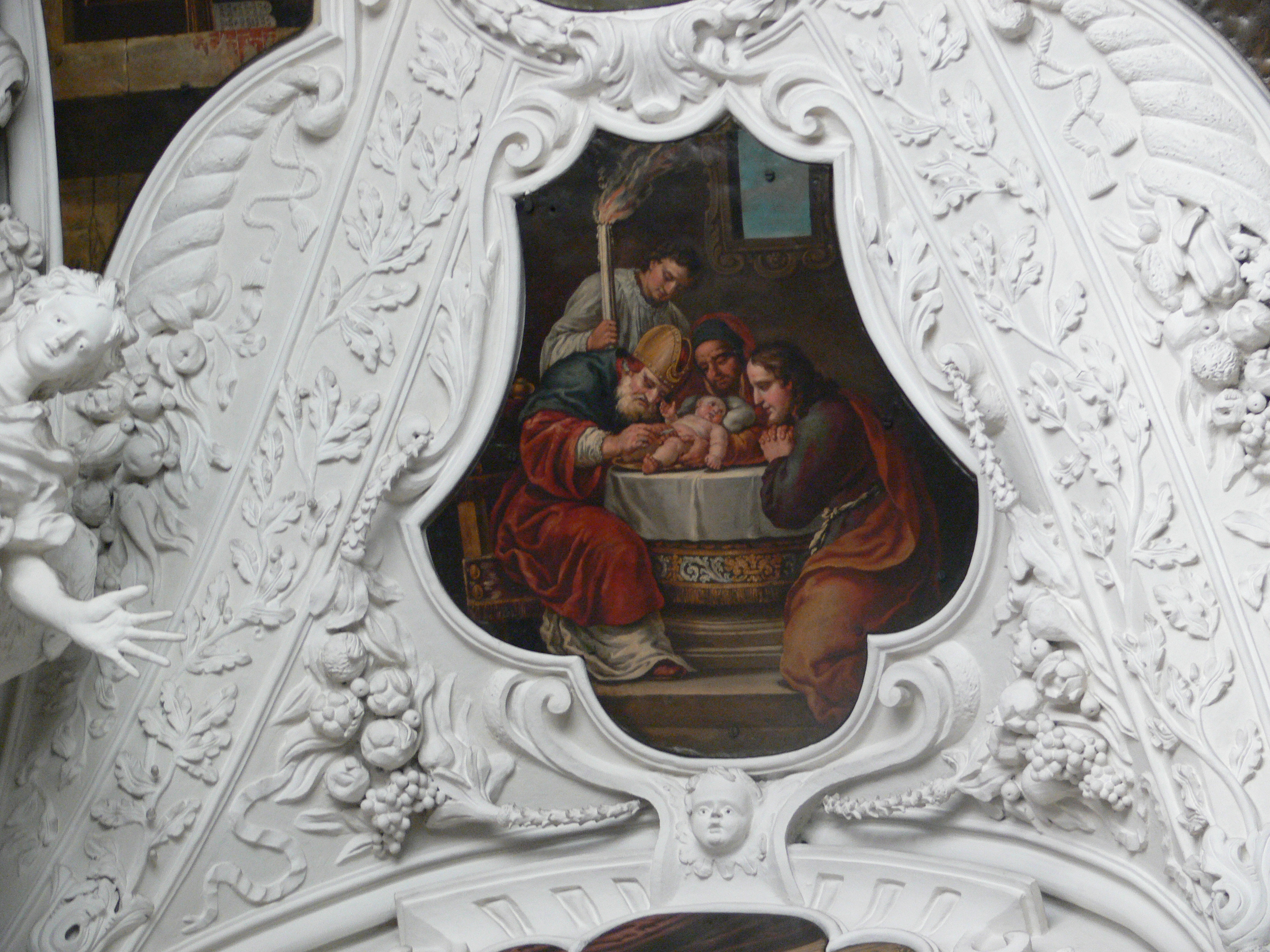
Deckengemälde Beschneidung Christi, Franziskanerkirche Salzburg (1704)

- Hl. Georg zu Pferd bekämpft den Drachen, Hochaltarbild der Pfarrkirche Bergheim, 1704
- Krönung Mariens, Aufsatzbild des Hochaltares der Pfarrkirche Bergheim, 1704
- Büßende Maria Magdalena, Hochaltarbild der Filialkirche Zell am Wallersee, 1707/08
- Hl. Helena Aufsatzbild des Hochaltares der Filialkirche Zell am Wallersee, 1707/08
- Maria und die 14 Nothelfer unter dem Kreuz Christi, Hochaltarbild der Pfarrkirche Oberhofen am Irrsee, 1711
- Zuschreibung: hll. Sebastian, Nikolaus und Florian, (rechtes Seitenaltarbild) und Kreuzigung (linkes Seitenaltarbild) der Pfarrkirche Lend[2]